# Султан Бейбарс (фільм)
«Султан Бейбарс» — радянський художній телефільм 1989 року, спільного виробництва в/о «Совекспортфільм» і кіностудії «Ель Аламо» (Єгипет). Фільм є другою частиною історичної кінодилогії у 4-х серіях (перша частина — «Бейбарс» — 2 серії) за мотивами повісті Моріса Сімашко «Ємшан».

## Сюжет
XIII століття. На Близькому Сході — завоювання хрестоносців і вторгнення татаро-монголів. Бейбарс — реальна особистість. Він — султан Єгипту, кіпчакського походження, який, будучи рабом, зумів досягти вершин влади, згадує весь свій життєвий шлях. Тільки зараз, перебуваючи в зеніті своєї слави, він розуміє, що якою б великою влада не була, вона тлінна, навіть серед його наближених є ті, хто вибрав дорогу зради.
Науку правити і вершити Бейбарс осягав з азів, якими були візантійська школа фехтування Аноніма, потім рабство і галери. Але проданий в рабство Бейбарс згодом очолив повстання проти завойовників і був куплений віце-султаном Кутузом, начальником мамлюків. Завдяки фізичної витривалості, рідкісній силі, вродженої обережності, правильному засвоєнню досвіду оточуючих і особистої геніальності колишній раб і відважний мамлюк стає начальником особистої охорони султана Айбека. Після того, як Кутуз скинув султана Айбека і взяв владу в свої руки, став віце-султаном. 1260 року Кутуз і його полководець Бейбарс виступили з Каїра, перетнули Єрусалимське королівство і розбили тюрко-монгольську армію під командуванням Кіт-Буги у вирішальній битві при Айн-Джалуті. Сирія незабаром повернулася під контроль мамлюків.
При поверненні в Каїр Бейбарс вступив в змову з емірами і скинув Кутуза (який не зміг утримати баланс між генієм і… спокусою, надто захопившись жінками), а потім зайняв місце султана Єгипту, ставши великим воїном і державним діячем.

## У ролях
- Нурмухан Жантурін — Бейбарс-султан
- Даулет Бейсенов — Бейбарс-мамлюк
- Фархад Аманкулов — Бейбарс-раб
- Тетяна Плотникова — Шаджар ад-Дурр (Шадіяр)
- Борис Хмельницький — Кутуз
- Артик Джаллиєв — Турфан
- Джамбул Худайбергенов — молодий Турфан
- Гіулі Чохонелідзе — Барат
- Гела Лежава — молодий Барат
- Леонид Куравльов — Анонім
- Мухамадалі Махмадов — Шаміль
- Кененбай Кожабеков— Султан-Салех
- Болот Бейшеналієв — Калаун
- Догдурбай Кидиралієв — молодий Калаун
- Дімаш Ахімов — емір
- Роман Кріхелі — індус
- Тенгіз Кріхелі — молодий індус
- Лі Ман — Хо-Пао
- Гіві Сарчемілідзе — шейх
- Гамлет Хані-Заде — історик
- Костянтин Бутаєв
- Ментай Утепбергенов — епізод

### Ролі озвучували
- Сергій Бондарчук
- Юрій Пузирьов
- Артем Карапетян
- Вадим Захарченко
- Олексій Сафонов

## Знімальна група
- Автор сценарію: Булат Мансуров, Моріс Симашко
- Режисер: Булат Мансуров
- Оператори-постановники: Бек Бактибеков, Микола Васильков
- Художники-постановники: Рустам Одинаєв,  Михайло Колбасовський
- Композитор:  Олександр Луначарський
- Звукооператор: Кадир Кусаєв